# زیست‌شناسی رشد
زیست‌شناسی تکوینی (به انگلیسی: Developmental Biology) شاخه از جانورشناسی و گیاه‌شناسی است که به مطالعه فرایند رشد و تکوین جانوران و گیاهان می‌پردازد. زیست‌شناسی تکوینی همچنین شاخه‌هایی از زیست‌شناسی چون بازسازی، تولید مثل غیرجنسی، دگردیسی و رشد و تمایز یاخته‌های بنیادی در موجودات بالغ را در بر می‌گیرد.
رشد در گیاهان به مریستم رأسی وابسته است مریستم‌های رأسی سلول‌های تمایز نیافته هستند که رشد می‌کنند و به بافت گیاهان مثل :(بافت زمینه‌ای، بافت آوندی و بافت پوششی) تمایز می‌یابند گیاهان از لحاظ رویان به دو دسته تک لپه ای و دو لپه ای تقسیم می‌شود لپه قسمتی از رویان گیاه یا گیاه تازه درآمده است که بخشی یا همه ذخیره غذایی گیاه را قبل رشد کامل از خاک و بعد توانایی فتوسنتز کامل گیاه را بر عهده دارد
تکوین در جانوران به دو قسمت تکوین رویان و تکوین لارو (دیگردیسی) تقسیم می‌شود بعضی از جانوران مثل پروانه قورباغه و … دارای لارو هستند که از لحاظ شکل و وجود یا نبود بعضی از اندام‌ها با شکل بالغ یا غیر بالغ متفاوت از لارو متفاوت هستند لاروها در فرایندی به نام دگردیسی به جانور غیر بالغ و در بعضی از موارد به جانور بالغ تبدیل می‌شوند تکوین رویان فرایندی است که بعد از لقاح اسپرم و تخمک در آب یا در رحم و در انسان در فالوپ (لوله رحم) زیگوت یا تخم تشکیل شده و فرایندی به نام تسهیم (cleavage) رویان اولیه را به نام بلاستولا یا بلاستوسیست را تشکیل می‌دهد که بعد از انجام فرایندی به نام گاسترولاسیون سه لایه زایشی در تریپلوبلاست‌ها (اکتودرم، اندودرم، مزودرم) و دولایه زایشی در دیپلوبلاست‌ها (اکتودرم، اندودرم) به وجود می‌آید که بعداً هر کدام به اندام‌های مختلفی تمایز می‌یابند برای مثال لایه اکتودرم بعداً به دستگاه عصبی و اندام‌های خارجی تمایز پیدا می‌کند تمایز سلول‌ها به صورت کلی توسط القا و عوامل سیتوپلاسمی موجود در سیتوپلاسمی تخمک و گروهی از ژن‌ها مثل ژن hox تعیین می‌شود برای مثال فرایند نورولاسیون که فرایند تمایز لوله عصبی از نوتووکورد است که نوتووکورد یا طناب عصبی (مشخص کنند بعضی از جانوران با نام طناب داران شامل انسان و غیره) با القا بعضی از سلول‌های اکتودرم آنها را به صورت دایره ای شکل به کمک اسکلت سلولی درمی‌آورد

## چشم‌انداز
فرایندهای اصلی درگیر در تکوین رویان حیوانات بدین قرارند: الگوسازی بافت (از طریق تمایز ناحیه ای و تمایز سلولی الگودار)؛ رشد بافت و ریخت‌زایی بافت.
- تمایز ناحیه ای اشاره به فرایندهایی دارد که در یک توپ یا صفحه از سلول‌ها (که در وهله اول مشابه همدیگر اند) الگوهای فضایی ایجاد می‌کنند. تمایز ناحیه ای اغلب شامل کنش تعیین گران سیتوپلاسمی هستند که در بخشی از تخم بارور شده قرار دارند. همچنین سیگنال‌های القایی که از مراکز سیگنال‌دهی درون رویانی منتشر می‌گردند نیز در تمایز ناحیه ای دخیل اد. مراحل اولیه تمایز ناحیه ای منجر به تولید سلول‌های تمایز یافته کارا نمی‌گردد، بلکه جمعیت‌های سلولی تشکیل می‌گردند که کار اصلیشان تکوین ناحیه ای خاص، یا بخشی از یک اندام است. این نوع تمایز توسط ترکیباتی از فاکتورهای رونویسی تعریف شده‌اند.
- تمایز سلولی به‌طور خاص به تشکیل انواع سلول‌های عملکردی چون عصبی، عضلانی، ترشحی مخاطی و … مربوط می‌شود. سلول‌های تمایز یافته شامل مقادیر زیادی از انواع پروتئین‌های تخصص یافته مربوط به عملکرد سلولی می‌باشند.
- ریخت‌زایی به فرایند ایجاد شکل سه بعدی گفته می‌شود. این فرایند عمدتاً شامل حرکات هماهنگ صفحات سلولی و سلول‌های منفرد می‌باشد. ریخت‌زایی جهت تشکیل لایه‌های زایا در مراحل اولیه رویانی (اکتودرم، مزودرم و اندودرم) و ساخت سازه‌های پیچیده طی تکوین اندام‌ها، اهمیت دارد.
- رشد بافتی هم شامل افزایش در حجم کلی بافت شده، و هم رشد افتراقی بخش‌هایی (رشدسنجی) که به ریخت‌زایی کمک می‌کنند. رشد اغلب از طریق تکثیر یاخته ای صورت گرفته، اما ممکن است از طریق تغییر اندازه یاخته ای یا ته‌نشینی مواد بیرون یاخته‌ها نیز صورت پذیرد.

تکوین گیاهان شامل فرایندهای مشابه با تکوین حیوانی است. با این حال، یاخته‌های گیاهی اغلب سیار نیستند و بنابراین ریخت زایی در آنها ا طریق رشد افتراقی و بدون حرکت سلولی صورت می‌گیرد. همچنین، سیگنال‌های القایی و ژن‌های درگیر در گیاهان متفاوت از ژن‌های کنترل‌کننده تکوین حیوانیست.